# Prealpi dei Bornes
Le Prealpi dei Bornes sono una sottosezione delle Prealpi di Savoia.
Si trovano nel dipartimento francese dell'Alta Savoia e, in misura minore, in quello della Savoia.
La vetta principale è la Pointe Percée che raggiunge i 2.750 m.

## Delimitazione
Confinano:
- a nord con le Prealpi dello Sciablese (nella stessa sezione alpina);
- a nord-est con Prealpi del Giffre (nella stessa sezione alpina);
- a sud-est con le Alpi del Beaufortain (nelle Alpi Graie) e separate dalla Sella di Megève;
- a sud-ovest con le Prealpi dei Bauges (nella stessa sezione alpina);
- a nord-ovest con la valle del Rodano.

Ruotando in senso orario i limiti geografici sono: Sella di Megève, fiume Arly, torrente Chaise, Selle de Viuz, Lago di Annecy, colline del ginevrino, Bonneville, fiume Arve, Sella di Megève.

## Suddivisione
La classificazione SOIUSA delle Prealpi dei Bornes è la seguente:
- Grande parte = Alpi Occidentali
- Grande settore = Alpi Nord-occidentali
- Sezione = Prealpi di Savoia
- Sottosezione = Prealpi dei Bornes
- Codice = I/B-8.IV

In accordo con la SOIUSA le Prealpi dei Bornes si suddividono in due supergruppi, sei gruppi e undici sottogruppi:
- Catena des Aravis (A)[3]
  - Gruppo della Grande Balmaz (A.1)
  - Gruppo della Pointe Percée (A.2)
    - Nodo della Pointe Percée (A.2.a)
    - Catena del Reposoir (A.2.b)

  - Gruppo dell'Étale (A.3)
    - Nodo dell'Étale (A.3.a)
    - Nodo del Mont Charvin (A.3.b)
- Catena Bargy-Lachat-Tournette (B)[4]
  - Gruppo Pointe Blanche-Bargy (B.4)
    - Cresta Pointe Blanche-Pic de Jallouvre (B.4.a)
    - Catena del Bargy (B.4.b)

  - Catena Mont Lachat-Sous Dines (B.5)
    - Gruppo Mont Lachat-Parmelan (B.5.a)
      - Cresta del Mont Lachat (B.5.a/a)
      - Cresta Dran-Auges (B.5.a/b)
      - Cresta Tête Ronde-Parmelan (B.5.a/c)

    - Gruppo Frêtes-Sous Dines (B.5.b)

  - Massiccio della Tournette (B.6)
    - Gruppo della Tornette (B.6.a)
    - Gruppo Cruet-Lanfon (B.6.b)
    - Cresta Baret-Baron-Veyrier (B.6.c)

## Vette

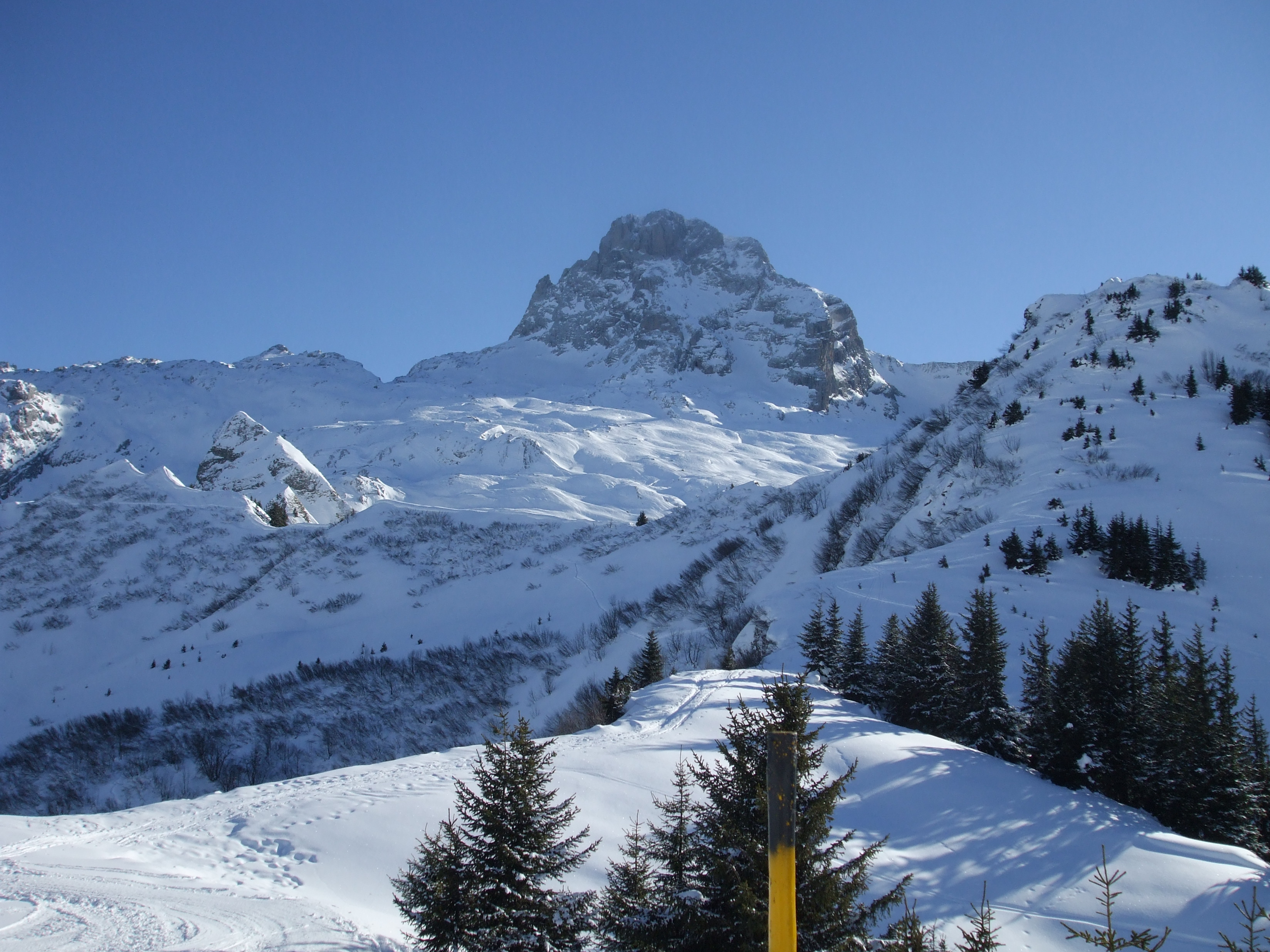
La Pointe Percée.

- Pointe Percée - 2.750 m
- Grande Balmaz - 2.616 m
- Roualle - 2.589 m
- Mont Charvet - 2.538 m
- Tête Pelouse - 2.537 m
- Pointe de Bella Cha - 2.511 m
- Mont Fleuri - 2.511 m
- Tardevant - 2.501 m
- Roche Perfia - 2.499 m
- Tête de Paccaly - 2.467 m
- Pointe Blanche - 2.438 m
- Pic de Jallouvre - 2.408 m
- Tournette - 2.351 m

## Rifugi

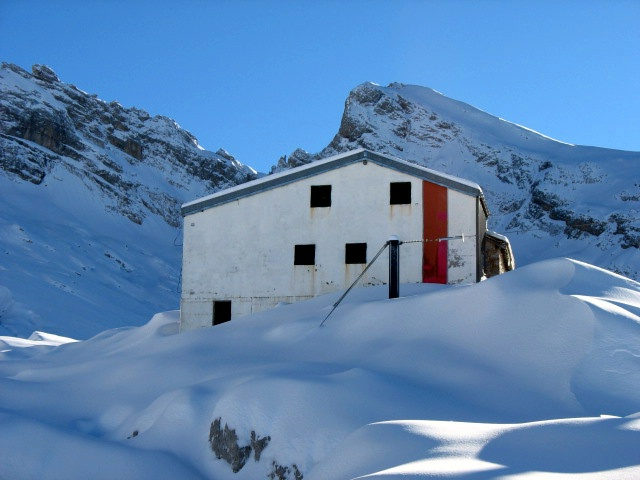
Il Refuge de la Pointe Percée.

Per facilitare l'escursionismo e la salita alle vette il gruppo montuoso è dotato di alcuni rifugi:
- Refuge de la Pointe Percée - 2.164 m
- Refuge du Parmelan - 1.825 m